# Szerző idézése (mikológia)
A botanikai és mikológiai tudományos nevek fajleírója/i (auktora) a későbbi szakmunkákban idézve teljes névvel vagy rövidítéssel szerepelnek, ekként: „{{{1}}}”. 
A botanikában a szerző idézése arra a személy vagy személyekre vonatkozik, aki érvényes módon, a Nemzetközi Botanikai Kongresszusokon (International Botanical Congress, IBC) alkotott szabálynak megfelelően publikáltak egy botanikai vagy mikológiai tudományos nevet vagy taxont. A sokszerzős közleményekben a leírásban az autentikus (1-3) szerző, ettől több auktor esetében "X et al." vagy "X & al." formában is szerepelhetnek. Régebben, amikor a „botanika” részeként tekintettek a gombákra, a mikológusok gyakran botanikusként szerepeltek. A gomba- és zuzmófajok mikológus leíróiról időszakonként frissülő listák állnak rendelkezésre, illetve online elérhető adatbázisok is tartalmazzák. A mikológusok, illetve a mikológiával foglalkozó kutatók – nem teljeskörű (folyamatosan bővülő) – fajleíró (auktor) nevei, illetve névrövidítéseit, születési és halálozási évét, valamint a könnyen elérhető referencia forrásokat is tartalmazó lista egy angol szócikkben érhető el. Minthogy a zuzmókat hagyományosan a mikológia ágának tekintik, az összeállítás a zuzmó-kutatók (lichenológusok) neveit is tartalmazza.